# My Holo Love
My Holo Love (koreanischer Originaltitel: 나 홀로 그대; RR: Na Hollo Geudae) ist eine südkoreanische Dramaserie, die von Studio Dragon für Netflix umgesetzt wurde. Die Serie wurde am 7. Februar 2020 weltweit auf Netflix veröffentlicht.

## Handlung
Han So-yeon arbeitet in der Marketingabteilung des Optiker Prism und leidet an Gesichtsblindheit. Aus diesem Grund führt sie ein zurückgezogenes Leben. Sie wird Beta-Testerin für das KI-Hologramm Holo, welcher Han So-yeon fortan begleitet und dem Erscheinungsbild seines Schöpfers Go Nan-do gleicht. Go Nan-do ist der Eigentümer des IT-Forschungsunternehmens GIO Lab, welches Holo entwickelt hat, und muss seine Existenz vor der Welt geheim halten, nachdem er vor zehn Jahren an einem großen Hackerangriff beteiligt war. Während Holo mithilfe von Han So-yeon die Grenzen der künstlichen Intelligenz erforscht, hilft dieser wiederum Han So-yeon aus sich herauszukommen. Indessen verliebt sich Go Nan-do in So-Yeon, doch im Gegensatz zu Holo besitzt er eine kalte Persönlichkeit, die es ihm nicht leicht macht, seine wahren Gefühle zu zeigen. Und die Situation wird komplizierter als eine Jagd nach Holo beginnt und sich eine Dreiecksbeziehung zwischen Holo, Han So-yeon und Go Nan-do entwickelt. Aber auch die Geister der Vergangenheit suchen alle drei heim.

## Besetzung und Synchronisation
Die deutschsprachige Synchronisation entstand nach den Dialogbüchern von Verena Ludwig und Arian Raschidi sowie unter der Dialogregie von Frank Muth durch die Synchronfirma Berliner Synchron in Berlin.

### Hauptdarsteller
| Rolle            | Schauspieler  | Synchronsprecher |
| ---------------- | ------------- | ---------------- |
| Han So-yeon      | Ko Sung-hee   | Melinda Rachfahl |
| Go Nan-do / Holo | Yoon Hyun-min | Julian Tennstedt |

### Nebendarsteller
| Rolle                  | Schauspieler    | Synchronsprecher     |
| ---------------------- | --------------- | -------------------- |
| Han So-yeon (jung)     | Kim Ha-yeon     | Johanna Schmoll      |
| Go Nan-do (jung)       | Sung Min-jun    | Artur Lacdao         |
| Go Yoo-jin             | Choi Yeo-jin    | Anne Düe             |
| Baek Chan-sung         | Hwang Chan-sung | Max Felder           |
| Baek Nam-gyu           | Nam Myung-ryul  | Santiago Ziesmer     |
| Jo Jin-seok            | Jung Young-ki   | Asad Schwarz         |
| Nam Gi-ho              | Son Jong-hak    | Hans Hohlbein        |
| Gi-na                  | Jeong Yeon-joo  | Alice Bauer          |
| Yeon Kang-woo          | Lee Ki-chan     | Bastian Sierich      |
| Lee Dong-sik           | Yang Dae-hyuk   | Benjamin Kiesewetter |
| Jeong-ah               | Gong Min-jung   | Jenny Maria Meyer    |
| Ji-hye                 | Lee You-mi      | Aliana Schmitz       |
| Yoo-ram                | Kang Seung-hyun | Antje Thiele         |
| Mutter von Han So-yeon | Lee Jung-eun    | Sabine Walkenbach    |
| Mutter von Go Nan-do   | Kim Soo-jin     | Marion Musiol        |
| Nan-hee                |                 | Anni C. Salander     |

### Episodendarsteller
| Rolle                         | Schauspieler | Synchronsprecher  |
| ----------------------------- | ------------ | ----------------- |
| CEO                           | Kim Hak-sun  | Michael Pan       |
| Mr. Jeong                     | Jung Do-won  | Bernhard Völger   |
| Mr. Kim                       | Han Soo-ho   | Patrik Cieslik    |
| Polizeichef von Seoul         | Kim Ik-tae   | Tim Moeseritz     |
| GEO Jang                      |              | Fabian Oscar Wien |
| Mädchen auf der Eislauffläche |              | Yamuna Kemmerling |
| Leiterin des Waisenhauses     |              | Sabine Arnhold    |

## Episodenliste
| Nr.                                                                         | Deutscher Titel | Originaltitel | Regie                          | Drehbuch                                       |
| --------------------------------------------------------------------------- | --------------- | ------------- | ------------------------------ | ---------------------------------------------- |
| 1                                                                           | Folge 1         | 1화           | Lee Sang-yeop                  | Ryu Yong-jae, Kim Hwan-chae und Choi Sung-joon |
| 2                                                                           | Folge 2         | 2화           | Lee Sang-yeop                  | Ryu Yong-jae, Kim Hwan-chae und Choi Sung-joon |
| 3                                                                           | Folge 3         | 3화           | Lee Sang-yeop                  | Ryu Yong-jae, Kim Hwan-chae und Choi Sung-joon |
| 4                                                                           | Folge 4         | 4화           | Lee Sang-yeop                  | Ryu Yong-jae, Kim Hwan-chae und Choi Sung-joon |
| 5                                                                           | Folge 5         | 5화           | Lee Sang-yeop                  | Ryu Yong-jae, Kim Hwan-chae und Choi Sung-joon |
| 6                                                                           | Folge 6         | 6화           | Lee Sang-yeop und Yoon Jong-ho | Ryu Yong-jae, Kim Hwan-chae und Choi Sung-joon |
| 7                                                                           | Folge 7         | 7화           | Lee Sang-yeop und Yoon Jong-ho | Ryu Yong-jae, Kim Hwan-chae und Choi Sung-joon |
| 8                                                                           | Folge 8         | 8화           | Lee Sang-yeop und Yoon Jong-ho | Ryu Yong-jae, Kim Hwan-chae und Choi Sung-joon |
| 9                                                                           | Folge 9         | 9화           | Lee Sang-yeop und Yoon Jong-ho | Ryu Yong-jae, Kim Hwan-chae und Choi Sung-joon |
| 10                                                                          | Folge 10        | 10화          | Lee Sang-yeop und Yoon Jong-ho | Ryu Yong-jae, Kim Hwan-chae und Choi Sung-joon |
| 11                                                                          | Folge 11        | 11화          | Lee Sang-yeop und Yoon Jong-ho | Ryu Yong-jae, Kim Hwan-chae und Choi Sung-joon |
| 12                                                                          | Folge 12        | 12화          | Lee Sang-yeop und Yoon Jong-ho | Ryu Yong-jae, Kim Hwan-chae und Choi Sung-joon |
| Am 7. Februar 2020 wurden alle Folgen der Serie bei Netflix veröffentlicht. |                 |               |                                |                                                |